# Ostpreußische Kulturstiftung
Die Ostpreußische Kulturstiftung ist eine Stiftung mit Sitz in Ansbach. Sie hat die Aufgabe, das ostpreußische kulturelle Erbe zu erhalten und zu pflegen und es für die Forschung und Öffentlichkeit zugänglich zu machen. 

## Geschichte
Nach 1945 sind in der Bundesrepublik Deutschland zahlreiche Einrichtungen zur Pflege des kulturellen Erbes Ostpreußens entstanden. Diese Gründungen entstanden nicht planmäßig, sondern gingen auf lokale Aktivitäten einzelner Ostpreußen oder ostpreußischer Gruppierungen zurück. Ein Beispiel ist das ehemalige Ostpreußische Jagdmuseum in Lüneburg, das 1958 von Forstmeisters Hans Loeffke gegründet, 1959 durch Brandstiftung zerstört, neu aufgebaut und 1964 wieder eröffnet wurde und schließlich 1987 als Ostpreußisches Landesmuseum seinen Neubau bezog.
Manchen Einrichtungen gelang es, eine öffentliche Förderung auf der Grundlage von § 96 des Bundesvertriebenengesetzes (BVFG) zu erhalten.

## Gründung
Viele Aktivitäten des Lüneburger Ostpreußischen Landesmuseums, des Kulturzentrums Ostpreußen in Ellingen und der Oberschleißheimer Ost- und Westpreußenstiftung e. V. waren nicht koordiniert. Dazu kam, dass die Trägerschaft der drei Einrichtungen verschieden war und sich so für die fördernden Ministerien in Bonn, Hannover und München Probleme bei einer sinnvollen Aufteilung der Mittel ergaben. Deshalb entstand Ende der 1980er Jahre im Bundesministerium des Innern die Idee, diese Einrichtungen organisatorisch, jedoch nicht räumlich und inhaltlich, unter dem Dach einer Stiftung zusammenzufassen.
Zur Durchführung dieser Maßnahme wurde der Verein Ostpreußische Kulturstiftung e. V. am 19. Januar 1991 gegründet. Die Entwürfe zum Stiftungsgeschäft und zur Stiftungssatzung wurden unter Mithilfe der Regierung von Mittelfranken, des Bayerischen Staatsministeriums für Unterricht, Kultus, Wissenschaft und Kunst und des Finanzamtes in Ansbach erarbeitet. Vorbehalte der Ost- und Westpreußenstiftung in Bayern e. V. gegenüber der Satzung führten jedoch dazu, dass diese der Ostpreußischen Kulturstiftung letztendlich nicht beitrat.
Im Oktober 1992 wurde in Hannover die Satzung der Ostpreußischen Kulturstiftung von bevollmächtigten Vertretern der Landsmannschaft Ostpreußen e. V., Hamburg, und des Ostpreußischen Jagd- und Landesmuseums e. V., Lüneburg, unterzeichnet. Anfang Dezember 1993 genehmigte das Bayerische Kultusministerium die Satzung, die konstituierenden Sitzung fand am 21. Januar 1994 unter der Leitung des damaligen Vorsitzendes des Stiftungsrates, dem Sprecher der Landsmannschaft Ostpreußen, Wilhelm von Gottberg in Lüneburg statt.
Der Betrieb der beiden Einrichtungen in Lüneburg und Ellingen ist durch Nutzungsverträge auf eine geregelte Grundlage gestellt. Der offene Charakter der Stiftung lässt weitere Beitritte und kulturelle Maßnahmen aller Art zu. Dabei ist an die Aufstockung des Stiftungskapitals gedacht. Dieses Geld sichert das ostpreußische Kulturerbe als Teil des deutschen Kulturgutes für die nächsten Generationen. 2010 trat die Deutschbaltische Kulturstiftung als dritter Stifter der Ostpreußischen Kulturstiftung bei, da das Ostpreußische Landesmuseum eine Deutschbaltische Abteilung unterhält.

## Gremien
Die Ostpreußische Kulturstiftung wird vertreten durch einen fünfköpfigen Vorstand, darunter den zwei Leitern der Einrichtungen, des Ostpreußischen Landesmuseums, Joachim Mähnert, und des Kulturzentrum Ostpreußens, Gunter Dehnert. Vorstandsvorsitzender ist Klaus Mika. Der Vorstand wird beraten, unterstützt und überwacht vom Stiftungsrat, in dem neben den drei Stiftern unter anderen auch die öffentlichen Geldgeber vertreten sind: die Beauftragte der Bundesregierung für Kultur und Medien, das Niedersächsische Ministerium für Wissenschaft und Kultur sowie das Bayerische Staatsministerium für Familie, Arbeit und Soziales. Vorsitzender des Stiftungsrates ist der ehemalige Lüneburger Oberbürgermeister Ulrich Mädge. Vorstand und Stiftungsrat werden beraten von einem Wissenschaftlichen Beirat. Vorsitzender ist der frühere Leiter des Brandenburgischen Landeshauptarchivs Klaus Neitmann.